# Arka (Rosja)
Arka (ros. Арка) – wieś w Rosji, w Kraju Chabarowskim, w rejonie ochockim. W 2010 liczyła 699 mieszkańców, głównie Ewenów.